# 로베르트 피초
로베르트 피초(슬로바키아어: Robert Fico, 슬로바키아어 발음: [ˈrɔbert ˈfitsɔ], 문화어: 로베르뜨 피쪼, 1964년 9월 15일~)는 슬로바키아의 정치인이다. 2006년~2010년, 2012년~2018년간 총리를 두차례씩 지냈으며 2023년 이후로 다시 총리직을 지내고 있다. 피초는 1999년 방향-사회민주주의(스메르당)을 창당했으며 창당 이후 현재까지 당대표를 맡고 있다. 피초 총리는 총 10년 이상 재임하며 슬로바키아 역사상 최장기 재임 총리 기록을 가지고 있다. 피초는 1992년 당시 체코슬로바키아 시절 슬로바키아 의회 의원으로 선출된 후 유럽 평의회 의원으로 임명되었다. 2006년 슬로바키아 총선에서 피초의 스메르당이 제1당으로 승리한 후 피초 제1내각이 수립되었다. 피초의 정치적 방향은 포퓰리즘에 가깝다고 평가받았다.
2010년 슬로바키아 총선 이후 피초는 야당 의원으로 활동하며 사실상의 야당 지도자 지위를 유지했다. 이베타 라디초바 내각에 대한 불신임 결의가 가결된 후 열린 2012년 슬로바키아 총선에서 피초의 스메르당은 83석으로 압도적 승리를 거둬 1989년 이후 처음으로 의회 절대 다수당 내각을 수립하고 총리직에 다시 올랐다. 2013년 피초는 2014년 슬로바키아 대통령 선거에 출마하겠다고 공식적으로 선언했다. 피초는 2014년 3월 29일 2차 투표에서 정치적 경쟁자였던 안드레이 키스카에게 패배했다.
2018년 3월 15일 언론인이 의문사한 얀 쿠치아크 살해 사건으로 발생한 정치적 위기로 피초는 대통령 안드레이 키스카에게 총리 사임서를 제출했고 키스카 대통령은 부총리 페테르 펠레그리니에게 신내각 구성을 정식으로 요구했다.
2023년 슬로바키아 총선에서 피초는 러시아의 우크라이나 침공 당시 우크라이나에 대한 군사 지원을 중단하자는 운동을 진행했다. 피초의 스메르당은 선거에서 22.95%를 득표해 42석을 차지하며 원내 제1당이 되었다. 피초는 목소리-사회민주주의(흘라스)와 슬로바키아 국민당과 연정을 구성해 10월 25일부터 네 번째 총리직 임기를 시작했다. 피초는 우크라이나에 대한 군사 지원을 조달하기 위해 약 20개국으로 구성된 체코 주도의 지원국 연합 합류를 단호하게 거부했다.
2024년 5월 15일 한들로바에 방문했다가 작가 출신인 유라이 친툴라가 쏜 여러 발의 총탄에 피격되어 병원으로 후송되었다.

## 역대 선거 결과
| 선거명      | 직책명              | 대수 | 정당              | 1차 득표율 | 1차 득표수 | 2차 득표율 | 2차 득표수 | 결과 | 당락 |
| ----------- | ------------------- | ---- | ----------------- | ---------- | ---------- | ---------- | ---------- | ---- | ---- |
| 2014년 선거 | 슬로바키아의 대통령 | 4대  | 방향-사회민주주의 | 28.01%     | 531,919표  | 40.61%     | 893,841표  | 2위  | 낙선 |

## 수상
- 백사자 훈장 1등급(2014년 10월 28일)[10]